# Национальный историко-археологический музейный комплекс Сулейман
Национальный историко-археологический музейный комплекс Сулейман — один из крупнейших музеев Кыргызстана, расположенный в городе Ош, в уникальном сооружении пещерного комплекса Сулейман-горы.

## Описание
Комплекс был основан в 1949 году как Ошский областной краеведческий музей. С 1978 года — областной историко-краеведческий музей, с 1982 года — Ошский объединённый историко-культурный музей-заповедник. C 10 апреля 2004 года имеет современное название Национальный историко-археологический музейный комплекс «Сулайман-Тоо».
Нынешнее здание музея было построено в советское время в 1978 году в честь празднования 3000-летия города Ош. Оно было высечено внутри горы Сулайман-Тоо, которая в 2009 году стала объектом Всемирного наследия ЮНЕСКО. Сооружение представляет собой застеклённую бетонную арку, закрывающую вход в пещеру.
Национальный историко-археологический музейный комплекс Сулейман — один из крупнейших музеев Киргизии. В настоящее время собрание музея насчитывает около 35 тысяч предметов археологии и этнографии, кустарного промысла, живописи, скульптуры и графики.